# Кота-Санчес, Уго
У́го Ко́та-Са́нчес (исп. Hugo Cota-Sánchez, родился в 1956) — мексиканский ботаник, работающий в Канаде, специалист по кактусовым.

## Биография
Родился в 1956 году в городе Лос-Мочис в штате Синалоа на западе Мексики. Учился в Национальном политехническом институте Мексики в Мехико, окончил его в 1984 году. Дипломная работа Кота-Санчеса была посвящена биологии прорастания семян кактуса Ferocactus latispinus. В 1992 году получил степень магистра в Клермонтском университете (Калифорния).
В 1997 году Кота-Санчес защитил диссертацию на соискание степени доктора философии в Университете штата Айова. Работа была посвящена роду Ferocactus.
С 1998 по 2000 год Уго Кота-Санчес работал в Ботаническом саду Миссури, также руководил лабораториями секвенирования ДНК и молекулярной систематики растений в Университете Миссури в Сент-Луисе.
С 2000 года Кота-Санчес преподаёт в Университете Саскачевана, является директором гербария имени Уильяма Поллока Фрейзера. С 2004 года — в звании доцента.
Основное направление исследований Кота-Санчеса — систематика и филогения подсемейства Cactoideae, цитология и кариология, а также вопросы живорождения у кактусов. Ряд работ посвящён эволюции и систематике злаков.

## Некоторые научные работы
- J. Hugo Cota. Karyotype evolution in the genus Echinocereus (Cactaceae). — 1991. — 89 p.
- J. Hugo Cota. A phylogenetic study of Ferocactus Britton and Rose (Cactaceae: Cactoideae). — 1997. — 176 p.